# Мончегорск (муниципальный округ)
Мончего́рск — административно-территориальная единица (город с подведомственной территорией) в Мурманской области России. В его границах образован муниципальный округ город Мончегорск с подведомственной территорией (до 2021 года городской округ).
Административный центр — Мончегорск.

## География
Муниципальный округ граничит с муниципальными округами город Оленегорск, город Апатиты, Ковдорским муниципальным округом и Кольским муниципальным районом.
Площадь территории муниципального образования составляет 3400 км². Расстояние от Мончегорска до Мурманска 146 км.

## История
20 сентября 1937 года рабочий посёлок Мончегорск получил статус города, а в 1947 году — города областного подчинения. Наделен статусом городского округа Законом Мурманской области от 1 декабря 2004 № 536-01-ЗМО «О статусе муниципального образования город Мончегорск с подведомственной территорией».
С 1 января 2021 года наделён статусом муниципального округа.

## Население
| 2002    | 2009    | 2010    | 2011    | 2012    | 2013    | 2014    |
| ------- | ------- | ------- | ------- | ------- | ------- | ------- |
| 55 060  | ↘51 316 | ↘47 975 | ↘47 930 | ↘47 664 | ↘47 143 | ↘46 628 |
| 2015    | 2016    | 2017    | 2018    | 2019    | 2020    | 2021    |
| ↘46 426 | ↘46 205 | ↘45 955 | ↘45 561 | ↘45 050 | ↘44 978 | ↘42 154 |
| 2023    |         |         |         |         |         |         |
| ↘41 729 |         |         |         |         |         |         |

Численность населения, проживающего на территории муниципального образования, по данным Всероссийской переписи населения 2010 года составляет 47975 человек, из них 21939 мужчин (45,7 %) и 26036 женщин (54,3 %).

### Национальный состав
По переписи населения 2010 года из населения муниципального образования 91,1 % составляют русские, 3,0 % — украинцы, 1,5 % — белорусы, 1,1 % — азербайджанцы, а также 3,4 % других национальностей.
По итогам переписи населения 2020 года проживали следующие национальности (национальности менее 0,1 % и другое, см. в сноске к строке «Другие»):
| Национальность | Численность, чел. | Доля     |
| -------------- | ----------------- | -------- |
| Русские        | 31 602            | 74,97 %  |
| Украинцы       | 597               | 1,42 %   |
| Азербайджанцы  | 454               | 1,08 %   |
| Белорусы       | 217               | 0,51 %   |
| Татары         | 164               | 0,39 %   |
| Армяне         | 140               | 0,33 %   |
| Чуваши         | 67                | 0,16 %   |
| Молдаване      | 44                | 0,10 %   |
| Другие         | 8869              | 21,04 %  |
| Итого          | 42 154            | 100,00 % |

## Состав муниципального округа
| № | Населённый пункт                        | Тип населённого пункта        | Население |
| - | --------------------------------------- | ----------------------------- | --------- |
| 1 | 25 км железной дороги Мончегорск-Оленья | населённый пункт              | ↘255      |
| 2 | 27 км железной дороги Мончегорск-Оленья | населённый пункт              | ↘2036     |
| 3 | Мончегорск                              | город, административный центр | ↘39 477   |

### Упразднённые населённые пункты
- В 2007 году упразднён и исключён из состава городского округа посёлок Верхний Нюд.
- 2023 год — Лапландский заповедник

## Местное самоуправление
Председатели Совета депутатов
- Дмитрий Геннадьевич Староверов
- с 2023 года — Ольга Анатольевна Островецкая

Главы администрации, главы МО
- до 2023 года — Виктор Иванович Садчиков
- с 2023 года (и. о.) — Анатолий Васильевич Селезнёв
- с 2023 года — Андрей Вячеславович Рудаков